# Zvârlugă sudică
Zvârluga sudică (Cobitis rossomeridionalis)  este un pește dulcicol, bentonic de talie mică (lungimea maximă 9,3 cm) din familia cobitidelor (Cobitidae), din apele stătătoare sau lent curgătoare a afluenților de nord ai Mării Negre și Mării Azov: râul Don, Kuban, Kalka, Obytichna, Nipru, Nistru și Bugul de Sud. Prezența acestei specii în România este probabilă.
Primăvara și vara se găsește în râuri, pâraie și limane. Preferă apele lent curgătoare, cu vegetație acvatică și cu funduri mâloase sau nisipoase. În Don și Kuban trăiește în apele puțin adânci de lângă maluri, cu vegetație săracă. Toamna migrează din râurile mici și pâraie în limane, lacuri și râuri mai mari, unde iernează. Se reproduce în luna mai.
Forma corpului este practic identică cu cea a zvârlugii comună (Cobitis taenia).